# Parno
Parno est un scénariste de bande dessinée français, né le 27 aout 1961.

## Biographie
Photographe, féru de littérature, Parno s’est lancé dans l'écriture de scénarios de bande dessinée à la suite d’une rencontre avec le dessinateur JiCé.

## Œuvres

### Bandes dessiparno
- L'Âge des corbeaux [2], scénario de Parno, dessins et couleurs de JiCé, Vents d'Ouest, 2010
- Ecolomancho, scénario de Parno, dessins et couleurs de JiCé, Pat à Pan 
  - Ecolomancho, tome 1 : Éternelle banquise[3],[4],[5], 2013
  - Ecolomancho, tome 2 : Pas de panique, 2014
- Nos vies prisonnières [6],[7],[8], avec Phil Castaza (dessin), Bamboo, coll. « Grand Angle », 2019